# Insentiraja
Insentiraja és un gènere de peixos de la família dels raids i de l'ordre dels raïformes.

## Taxonomia
- Insentiraja laxipella (Yearsley & Last 1992)
- Insentiraja subtilispinosa (Stehmann 1989)[2][3][4][5]